# Marka (území)
Marka bylo ve středověku pohraniční území či politická jednotka při hranici říše. Šlo o území mezi dvěma říšemi, které mohlo být spravováno společně oběma státy a mohly v něm platit odlišné zákony. Marky sloužily jako nárazníková zóna znemožňující překvapivé napadení nitra druhého státu, případně pomáhaly regulovat vzájemný obchod. Hlava marky se tradičně nazývá markýz (západní Evropa) nebo markrabí (Německo, pochází ze slova Markgraf, tedy doslova „markový hrabě“).
Slovo marka je franckého původu a pochází z indoevropského kořene *mereg- znamenajícího „roh, hranice“, z něhož je odvozeno i latinské margo (okraj), z kterého vzniklo české slovo marginální.